# Курт Штавіцкі
Курт Август Юліан Штавіцкі (нім. Kurt August Julian Stawizki (Stawitzki); 12 листопада 1900, Кіль — 20 вересня 1959, Бад-Годесберг) — німецький чиновник, радник кримінальної поліції, штурмбанфюрер СС (20 квітня 1944).

## Біографія
Син чиновника. В кінці Першої світової війни воював на фронті солдатом. У 1919 році вступив на службу в фрайкор Штайна в Шлезвіг-Гольштейні, потім перейшов на службу в органи поліції. Ще до приходу націонал-соціалістів до влади в березні 1932 вступив в НСДАП (партійний квиток № 1 114 037), а в червні 1932 року — в СС (№ 44 889). У 1933 році перейшов зі служби охорони порядку в Гамбурзі в гестапо. Незабаром після цього опинився замішаний у вбивстві бійця Кільського штурмового загону, посвяченого в контрабандні схеми в гамбурзькому порту, які покривав Штавіцкі. Відповідне розслідування щодо Штавіцкі не дало результатів. У 1936—1939 роках служив в гестапо Оппельна.
Після Польської кампанії був призначений главою комісаріату прикордонної поліції в Саноку. З середини жовтня 1940 року обіймав посаду начальника поліції безпеки і СД в Кракові. З липня 1941 року Штавіцкі очолив гестапо в підпорядкуванні начальника поліції безпеки і СД в Лемберзі. Там він керував айнзацгрупою, яка знищувала євреїв, а також брав участь у депортації єврейського населення в концтабір Белжець. В ході Sonderaktion 1005 очолював команду, яка проводила ексгумацію трупів убитих євреїв і військовополонених з масових поховань і їх кремацію. Штавіцкі взяв участь у вбивстві не менше 160 000 чоловік.
У жовтні-листопаді 1943 року перевівся в гамбурзьке відділення гестапо, де на керівних посадах переслідував групи опору. 1 жовтня 1944 року перейшов на службу до Головного управління імперської безпеки в Берліні, де входив в особливу комісію з розслідування обставин Липневого замаху. Вів допит із застосуванням сили щодо Ганса фон Донаньї. У квітні 1945 року організував в концтаборі Флоссенбюрг страту Канаріса, Остера і Бонхеффера. З Флоссенбюрга вранці 15 квітня 1945 року Штавіцкі в телеграмі Ріхарду Глюксу і Генріху Мюллеру доповів про смерть Фрідріха фон Рабенау. У той же день Штавіцкі повернувся в Берлін. 21 квітня 1945 року під час Берлінської операції отримав від Мюллера наказ стратити в'язнів у в'язниці на Лертер-штрассе. Командував розстрільної командою з тридцяти есесівців, які вбили в ніч з 22 на 23 квітня 15 в'язнів в'язниці на Лертер-штрассе. Шістнадцятий в'язень Герберт Косней отримав важке поранення, але залишився живий, прикинувшись мертвим, і згодом розповів про страту.
Штавіцкі зник і 1 травня 1945 року одержав в гестапо Фленсбурга гроші і фальшивий паспорт на ім'я Курта Штайна. У жовтні 1945 року переїхав в Бад-Годесберг і з 1953 року до своєї смерті працював в реєстратурі Німецького науково-дослідного товариства. Штавіцкі був ідентифікований тільки в 1970 році.

## Нагороди
- Почесний хрест ветерана війни з мечами
- Хрест Воєнних заслуг 2-го класу з мечами[1]